# Saprinus godet
Saprinus godet es una especie de escarabajo del género Saprinus, familia Histeridae. Fue descrita científicamente por Brullé en 1832.
Se distribuye por España, Portugal, sur de Francia, Turquía, Georgia, Kazajistán, Turkmenistán, Arabia Saudita, Azerbaiyán, Grecia, Italia, Mongolia, Uzbekistán y el sur de Rusia y el Líbano. Suele ser encontrado sobre la carroña.